# Замкнена (фільм, 2022)
«Замкнена» — американський трилер 2022 року. Режисер Ді Джей Карузо; сценаристка Мелані Фрост. Світова прем'єра відбулася 10 лютого 2022 року; прем'єра в Україні мала відбутися 31 березня 2022.

## Про фільм
Молода жінка Джесіка із досвідом вживання наркотиків в минулому з двома малими дітьми живе у старенькому будинку в сільській місцевості. Навіть таке житло їй не по кишені, тому вона вирішує переїхати, про що повідомляє колишньому співмешканцю, що несподівано зайшов у гості. Той, підбурюваний дружком-наркоманом, втрачає самоконтроль і замикає Джессіку в коморі.
Тепер Джессіці доведеться виявити чималу винахідливість, щоб вибратися та врятувати дітей.

## Знімались
| Актор            | Роль        |
| ---------------- | ----------- |
| Рейні Квеллі     | Джессіка    |
| Джейк Горовіц    | Роб         |
| Луціана Вандетте | Лейні       |
| Вінсент Галло    | Семмі       |
| Пенелопе Мартоне | Лейні Дубль |